# Bjelašnica
Bjelašnica je planina u središnjem dijelu Bosne i Hercegovine, smještena jugozapadno od grada Sarajeva. Kao i susjedna Jahorina i Bjelašnica pripada dinarskom planinskom sistemu. Na najvišem dijelu (2067 m nadmorske visine) podignuta je značajna meteorološka stanica, koja je ujedno i najviša stalno nastanjena točka u BiH. Razvijen je krš i ledenjački reljef. Srednja godišnja temperatura iznosi samo 0,7 °C, zbog izrazito niskih zimskih temperatura. Najviša temperatura dostiže 24 °C, a najniža -41 °C. Ljeti je prekrivena gustom zelenom travom, a zimi i do 3 m visokim snijegom. Snažni vjetrovi i gromovi su klimatsko obilježje ove planine.
U sklopu 14. Zimskih olimpijskih igara u Sarajevu, na Bjelašnici su izgrađeni brojni sportski i turistički objekti, koji se i danas koriste, a važan je i TV toranj.
2. siječnja 1905. izmjerena je najniža temperatura na Bjelašnici ikad: -33,6 Celzijevih stupnjeva.
Babin Do na Bjelašnici je najveće skijalište u okolini Sarajeva. 
Bjelašnica je popularno sarajevsko izletište, atraktivno zbog mogućnosti Planinarenje, Brdski biciklizam,Rafting,Paraglajding.